# Rena

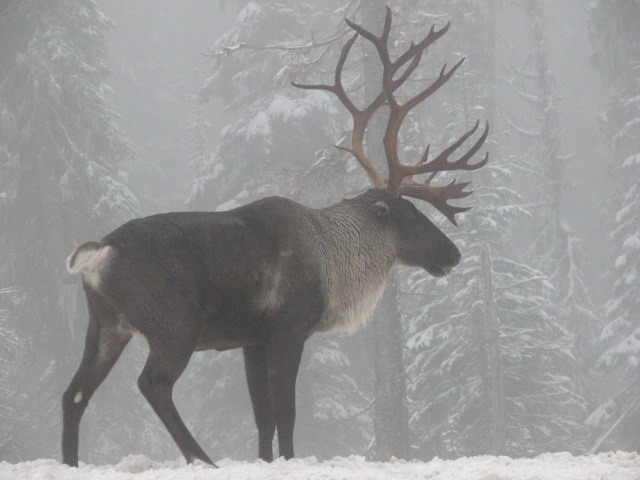
Um R. t. caribou, natural do norte da Rússia e da Finlândia.

Rena (Rangifer tarandus; do nórdico antigo hreinn pelo francês renne) ou caribu (na América do Norte) é um cervídeo de grande porte que habita a tundra e florestas boreais da Groenlândia, Escandinávia, Rússia, Alasca e Canadá. Se divide em dois ecotipos (a da tundra e a da floresta); a primeira anualmente migra cerca de cinco mil quilômetros entre a tundra e floresta em grandes manadas de mais de meio milhão de animais, enquanto a segunda é bem menos numerosa. Na Europa, foi domesticada.
Os machos atingem 1,2 metro de altura e excedem 250 quilos, enquanto as fêmeas são um pouco menores. Seus cascos são muito fechados e as permitem andar na neve e em solo macio, bem como são boas nadadoras. Sua pelagem é esbranquiçada no inverno e marrom no verão e seus pelos são opacos, o que aumenta suas propriedades isolantes. Seus chifres podem ter 44 pontos e crescer até 1,4 metro de comprimento nos machos. É a única espécie de cervídeo em que as fêmeas também têm chifres. É um animal considerado símbolo do natal, por ser associado ao Papai Noel.